# Newport, Wales
Newport (tiếng Wales: Casnewydd; [kasˈnɛwɨð]) là một thành phố ở đông nam Wales, nằm hai bên bờ sông Usk gần chỗ nó đổ ra cửa Severn, cách Cardiff 12 dặm (19 km) về phía đông bắc. Theo thống kê 2011, đây là thành phố lớn thứ hai của Wales, với dân số 145.700 người. Thành phố là một phần vùng đô thị Cardiff-Newport có dân số 1.097.000 người.
Newport đóng vai trò phố cảng từ thời trung cổ, từ khi có lâu đài Newport thứ nhất do người Norman xây dựng. Nó phát triển vượt trên Caerleon nằm lân cận, để rồi nhận đặc quyền đô thị năm 1314. Newport tiếp tục phát triển đáng kể trong suốt thế kỷ XIX, bởi hải cảng nơi đây là tâm điểm xuất khẩu than vùng đông South Wales Valleys (thung lũng Nam Wales). Trước khi Cardiff tăng tốc từ thập niên 1850, Newport là thành phố xuất khẩu than lớn nhất toàn Wales.
Thế kỷ XX, xuất nhập khẩu đánh mất tầm quan trọng từng có, song Newport vẫn là một trung tâm chế tạo, kỹ thuật quan trọng. Newport nhận quyền thành phố năm 2002.